# Jürgen Nelis
Jürgen Nelis (Eindhoven, 21 oktober 1964) is Nederlands roeier. Hij vertegenwoordigde Nederland op verschillende grote internationale wedstrijden. Eenmaal nam hij deel aan de Olympische Spelen, maar won bij die gelegenheid geen medaille.
Nelis maakte zijn olympisch debuut op 23-jarige leeftijd bij de Olympische Spelen van 1988 in Seoel op het roeionderdeel dubbelvier. Met een tijd van 5.55,72 in de kleine finale moest de Nederlandse ploeg zich tevreden stellen met een achtste plaats.
Hij was in zijn actieve tijd aangesloten bij roeivereniging Treviris in Trier (West-Duitsland).

## Palmares

### roeien (skiff)
- 1982: 7e WK junioren - 5.35,67

### roeien (dubbeltwee)
- 1985: 6e WK - 6.26,98
- 1986: 5e WK - 6.36,42

### roeien (dubbelvier)
- 1981: 4e WK junioren - 4.35,50
- 1987: 6e WK - 6.27,01
- 1988: 8e OS - 5.55,72

Robert Bakker · 
Hans Kelderman · 
Jürgen Nelis · 
Herman van den Eerenbeemt